# Robert Pattinson
Robert Douglas Thomas Pattinson (sinh ngày 13 tháng 5 năm 1986) là một nam diễn viên người Anh. Trong sự nghiệp điện ảnh của mình, tài tử thường đảm nhận các vai diễn lập dị thuộc nhiều thể loại phim khác nhau. Nổi danh qua việc đóng vai chính trong cả các bom tấn phòng vé được sản xuất bởi hãng phim lớn lẫn các phim độc lập, Pattinson được xếp vào hàng ngũ những diễn viên có thu nhập cao nhất thế giới và tổng doanh thu các tác phẩm mà anh tham gia đã vượt mốc 4,7 tỷ USD trên toàn cầu. Năm 2010, tạp chí Time đã đưa Pattinson vào danh sách 100 người có ảnh hưởng nhất thế giới, cũng như được xướng tên trong Forbes Celebrity 100.
Sinh ra và lớn lên ở Luân Đôn, Pattinson bén duyên với nghề diễn từ khi mới 13 tuổi tại một câu lạc bộ kịch nghệ địa phương. Anh bắt đầu xuất hiện trên màn ảnh với các vai phụ – trong đó có bộ phim Vanity Fair (2004), và nổi bật hơn cả là vai Cedric Diggory trong Harry Potter và Chiếc cốc lửa (2005). Pattinson thực sự gây tiếng vang toàn cầu khi hóa thân thành Edward Cullen trong loạt phim The Twilight Saga (2008–2012), đạt tổng doanh thu hơn 3,3 tỷ đô la Mỹ trên toàn thế giới. Ngoài ra, tài tử còn đảm nhận vai chính trong các bộ phim tình cảm lãng mạn Remember Me (2010) và Water for Elephants (2011).
Pattinson sau này chuyển hướng sang các bộ phim độc lập của những đạo diễn tác giả. Anh nhận được nhiều lời khen ngợi cho diễn xuất của mình trong phim chính kịch Cosmopolis (2012) của David Cronenberg, phim phiêu lưu Thành phố vàng đã mất (2016) của James Gray, phim hình sự Good Time (2017) của anh em nhà Safdie, phim khoa học viễn tưởng High Life (2018) của Claire Denis và phim kinh dị tâm lý The Lighthouse (2019) của Robert Eggers. Tiếp đó, anh tái xuất với dòng phim thương mại kinh phí lớn, thủ vai chính trong phim giật gân – gián điệp Tenet (2020) của Christopher Nolan và hóa thân thành nhân vật chính trong phim siêu anh hùng Batman: Vạch trần sự thật (2022) của Matt Reeves.
Pattinson cũng góp giọng trong một số bản nhạc phim. Anh tham gia các hoạt động từ thiện và ủng hộ các tổ chức như GO Campaign. Bắt đầu sự nghiệp người mẫu lúc còn nhỏ, Pattinson trở thành gương mặt đại diện cho dòng nước hoa Dior Homme từ năm 2013. Được giới truyền thông gọi là biểu tượng sex, Pattinson thường xuyên được nhắc đến như một trong những nam diễn viên hấp dẫn nhất, People đã liệt Pattinson vào danh sách "Người đàn ông quyến rũ nhất hành tinh" trong các năm 2008 và 2009. Hiện anh đang trong mối quan hệ tình cảm với nữ ca sĩ kiêm diễn viên Suki Waterhouse, cả hai có với nhau một người con.

## Thời niên thiếu

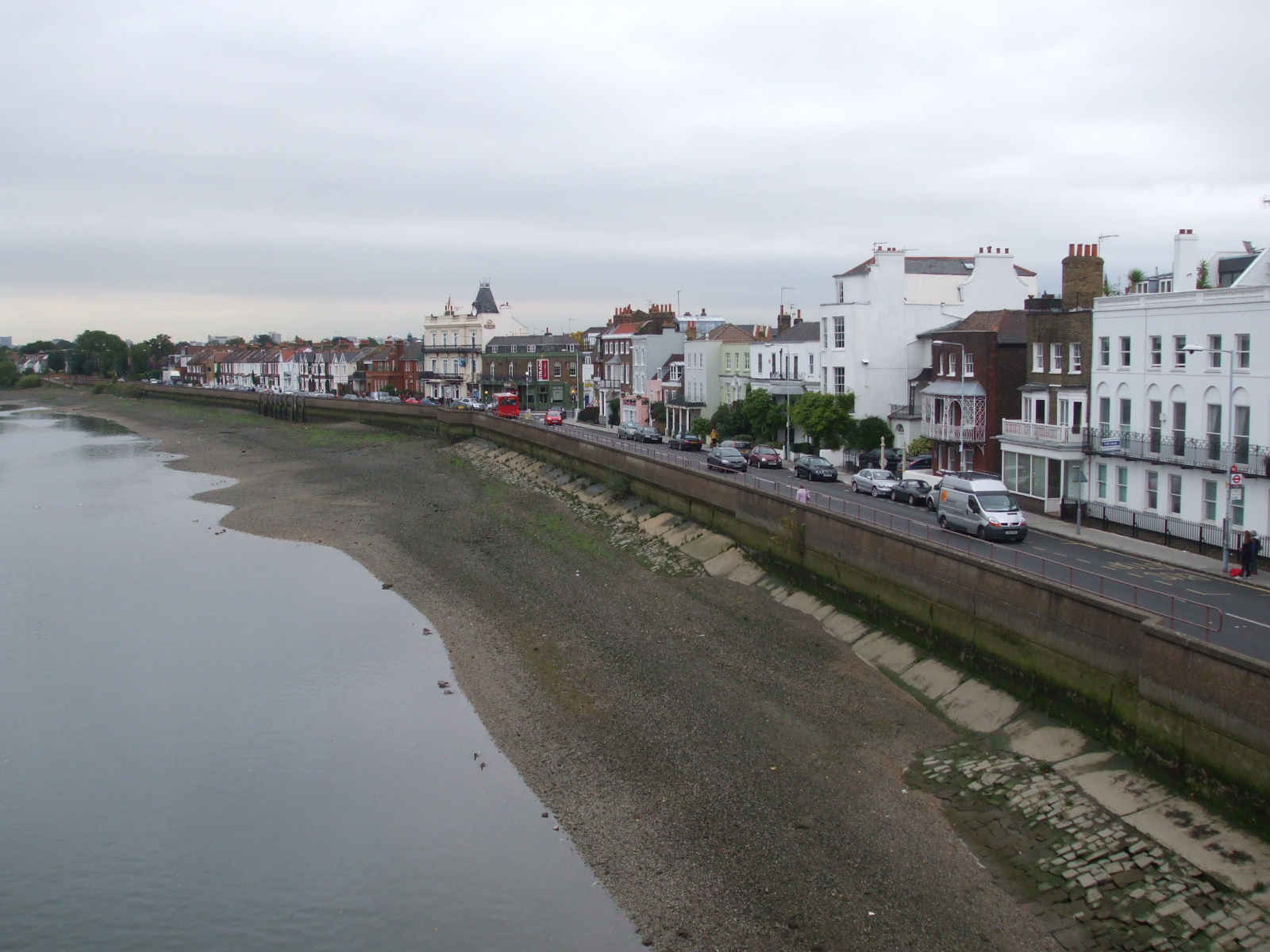
Barnes, nơi Pattinson sinh ra và lớn lên

Robert Douglas Thomas Pattinson sinh ngày 13 tháng 5 năm 1986 tại Barnes, Luân Đôn, Anh. Cha anh, Richard, sở hữu một doanh nghiệp chuyên nhập khẩu xe hơi từ Hoa Kỳ – còn mẹ anh, Clare, làm việc tại một công ty người mẫu. Cặp đôi gặp nhau qua một người bạn chung của gia đình tại khu Richmond Hill và đã kết hôn khi Clare 26 tuổi và Richard 35 tuổi. Pattinson có hai chị gái, Victoria và Elizabeth. Năm 4 tuổi, anh bắt đầu theo học Trường dự bị Tower House Boys và sớm bộc lộ niềm yêu thích với dương cầm và guitar. Năm 6 tuổi, Pattinson đã tham gia các buổi diễn nghiệp dư. Anh đảm nhiệm vai diễn đầu tiên trong vở kịch Spell for a Rhyme do một giáo viên của mình sáng tác, rồi sau đó đóng trong bản chuyển thể Chúa Ruồi của William Golding tại trường.
Pattinson bắt đầu công việc giao báo từ năm 10 tuổi, kiếm được khoảng 10 bảng (tương đương 24 bảng vào năm 2023) mỗi tuần. Lúc nhỏ, anh khá bừa bộn, thể hiện "sự từ chối thẳng thừng đối với việc làm bài tập về nhà" và có thái độ "lơ đễnh". Các chị gái của Pattinson thường hóa trang cho anh thành một nhân vật nữ mà họ đặt tên là Claudia. Trong thời gian rảnh, anh thích đá bóng, chơi trò chơi điện tử và xem các chương trình truyền hình như Sharky and George, Doctor Who và Hammerman. Khi Pattinson 12 tuổi, anh bị đuổi học khỏi Tower House vì tội ăn cắp tạp chí khiêu dâm. Cha mẹ anh về sau đăng ký cho anh học tại Trường Harrodian, tọa lạc trên đường Lonsdale gần nhà. Pattinson học rất giỏi môn ngôn ngữ Anh (English studies), mà anh mô tả là môn học yêu thích nhất của mình. Khi còn là thiếu niên, anh làm người mẫu ảnh cho các tạp chí và thương hiệu thời trang Anh, cũng như thử sức với vai trò nhà thiết kế thời trang. Vào cuối độ tuổi thiếu niên, Pattinson biểu diễn guitar acoustic tại các đêm nhạc open mic ở nhiều quán rượu khắp Luân Đôn, nơi anh trình bày những ca khúc tự chấp bút. Anh diễn solo dưới nghệ danh Bobby Dupea hoặc cùng với ban nhạc riêng có tên là Bad Girls.
Thoạt tiên Pattinson cân nhắc theo đuổi sự nghiệp âm nhạc hoặc học viết diễn văn tại đại học, nhưng chưa bao giờ nghĩ đến việc trở thành diễn viên. Một giáo viên từng khuyên anh không nên tham gia câu lạc bộ kịch nghệ của trường vì cho rằng anh không phù hợp với nghệ thuật sáng tạo. Năm 13 tuổi, dưới sự khuyến khích của cha, Pattinson gia nhập nhóm kịch nghiệp dư địa phương Barnes Theatre Company nhằm giúp tài tử vượt qua tính nhút nhát của bản thân. Sau khi làm việc hậu trường, anh tham gia thử vai và giành được vai diễn đầu tiên trong vở kịch Guys and Dolls – một vũ công người Cuba không có lời thoại. Trong vở diễn kế tiếp Our Town, anh được giao vai chính George Gibbs. Chính ở buổi diễn này, một người đại diện tài năng có mặt trong khán phòng đã chú ý tới anh, từ đó khởi nguồn cho hành trình theo đuổi diễn xuất chuyên nghiệp của Pattinson. Anh tiếp tục tham gia các vở kịch như Macbeth, Anything Goes và Tess of the d'Urbervilles. Pattinson ban đầu dự định sẽ vào đại học, tuy nhiên lịch quay Harry Potter và Chiếc cốc lửa đã trùng với thời gian nhập học, khiến anh không thể thực hiện được ý định đó. Khoảng thời gian này, anh sống cùng người bạn thời thơ ấu Tom Sturridge trong một căn hộ ở Soho.

## Sự nghiệp

### 2004–2007: Khởi đầu sự nghiệp
Vai diễn điện ảnh đầu tiên của Robert Pattinson là trong bộ phim chính kịch cổ trang Vanity Fair (2004) do Mira Nair đạo diễn – tác phẩm chuyển thể từ tiểu thuyết cùng tên của William Makepeace Thackeray – trong đó anh hóa thân thành con trai của Becky Sharp. Tuy nhiên, các cảnh quay có mặt anh đã bị cắt khỏi bản phim chiếu rạp và chỉ xuất hiện trong phiên bản DVD của phim. Hồi tưởng lại trải nghiệm này, Pattinson chia sẻ: "Công việc đầu tiên của tôi là đóng vai con trai của Reese Witherspoon, mà tôi thì chưa từng học diễn xuất ở trường. Tôi cũng chẳng theo học trường kịch nghệ hay gì cả. Tôi chỉ từng tham gia một vở kịch nghiệp dư, vậy mà cuối cùng lại được đóng phim cùng Witherspoon". Cùng năm đó, tài tử có một vai diễn đáng chú ý hơn trong bộ phim truyền hình Ring of the Nibelungs, sát cánh cùng Max Von Sydow và Julian Sands. Tác phẩm do Uli Edel đạo diễn, kể về Siegfried (do Benno Furmann thủ vai) – một chàng thợ rèn trẻ tuổi giết rồng và đem lòng yêu Nữ hoàng Brunhild (do Kristanna Loken thủ vai). Pattinson vào vai Giselher, em trai của Quốc vương Gunther và Công chúa Kriemhild, người ngưỡng mộ Siegfried như một vị bán thần.
Năm 2005, Pattinson được chọn vào vai Cedric Diggory trong phim giả tưởng Harry Potter và Chiếc cốc lửa do Mike Newell đạo diễn. Theo lời Newell: "Cedric hội tụ mọi phẩm chất mà người ta mong đợi ở một nhà vô địch của Hogwarts. Robert [...] dường như sinh ra để đảm nhận vai diễn này; cậu ấy mang dáng dấp rất đỗi Anh quốc với vẻ ngoài điển trai kiểu công tử học trường nội trú quý tộc". Để chuẩn bị cho vai diễn, Pattinson đã học lặn có bình khí. Với màn hóa thân này, anh được The Times vinh danh là "Ngôi sao nước Anh triển vọng nhất" năm 2005 và còn được giới phê bình ưu ái gọi là "Jude Law tiếp theo". Tác phẩm thu về gần 897 triệu đô la Mỹ trên toàn cầu, trở thành phim có doanh thu cao nhất năm 2005. Bước sang năm 2006, Pattinson đảm nhận vai chính trong bộ phim kinh dị tâm lý The Haunted Airman của Chris Durlacher, được phát sóng trên kênh BBC Four vào ngày 31 tháng 10. Anh hóa thân thành một phi công thời Thế chiến thứ hai bị bắn rơi, dẫn đến liệt toàn thân cũng như mắc chứng sốc vỏ đạn (shell shock) nghiêm trọng, rồi dần dần rơi vào trạng thái loạn trí. Chính Pattinson từng chia sẻ rằng đây là "trải nghiệm diễn xuất tuyệt vời nhất" của mình. Màn thể hiện của nam diễn viên nhận được nhiều đánh giá tích cực từ giới phê bình, The Stage nhận xét rằng anh đã khắc họa "người phi công trong nhan đề phim bằng sự kết hợp hoàn hảo giữa nỗi sợ hãi non trẻ và sự hoài nghi đắng chát của một kẻ từng trải".
Pattinson tham gia một vai phụ trong The Bad Mother's Handbook (2007) – bộ phim chính kịch truyền hình một tập (one-off) được chuyển thể từ tiểu thuyết cùng tên của Kate Long. Trong phim, anh vào vai Daniel Gale – một chàng trai trẻ nhút nhát bắt đầu nảy sinh tình cảm với Charlotte, một cô gái đang phải vật lộn với những vấn đề tâm lý sau khi bị bạn trai chia tay và có nhiều bất đồng với mẹ của mình.

### 2008–2013:The Twilight Sagavà sự công nhận trên toàn thế giới
Năm 2008, Pattinson đảm nhận vai chính đầu tiên của mình với nhân vật Art trong bộ phim How to Be do Oliver Irving đạo diễn. Trong phim, Art – sau khi chia tay bạn gái – quyết định quay về sống cùng cha mẹ và thuyết phục một chuyên gia tự lực người Canada tới Luân Đôn để giúp anh tái thiết cuộc sống. Irving hồi tưởng về buổi thử vai của Pattinson: "Robert bước vào, quên mất lời thoại rồi cứ thế tự ứng biến, mà đó lại chính xác là điều tôi mong đợi [...] Cậu ấy thực sự là một người rất khiêm tốn". Bản thân Pattinson cũng rất thích quá trình quay bộ phim này, chia sẻ rằng anh "yêu thích kịch bản" và thấy nó "khác hẳn với bất cứ thứ gì [anh] từng đọc trước đây". Cùng năm đó, anh vào vai Salvador Dalí trong phim Little Ashes (2008). Ban đầu anh được cân nhắc cho vai Federico García Lorca – người tình của Dalí, song vai này cuối cùng thuộc về Javier Beltrán. Dẫu vậy, tác phẩm nhìn chung nhận về đánh giá không mấy tích cực từ giới phê bình; Greg Quill của Toronto Star nhận định rằng "ngay cả những khung cảnh thành thị và đồng quê được quay với chất điện ảnh dày dặn và gam màu giàu chiều sâu bởi nhà quay phim Adam Suschitzky cũng không thể cứu vãn nổi một kịch bản thiếu chiều sâu và diễn xuất yếu kém trong một bộ phim lẽ ra có thể trở thành một tác phẩm chính kịch lịch sử đầy sức nặng".

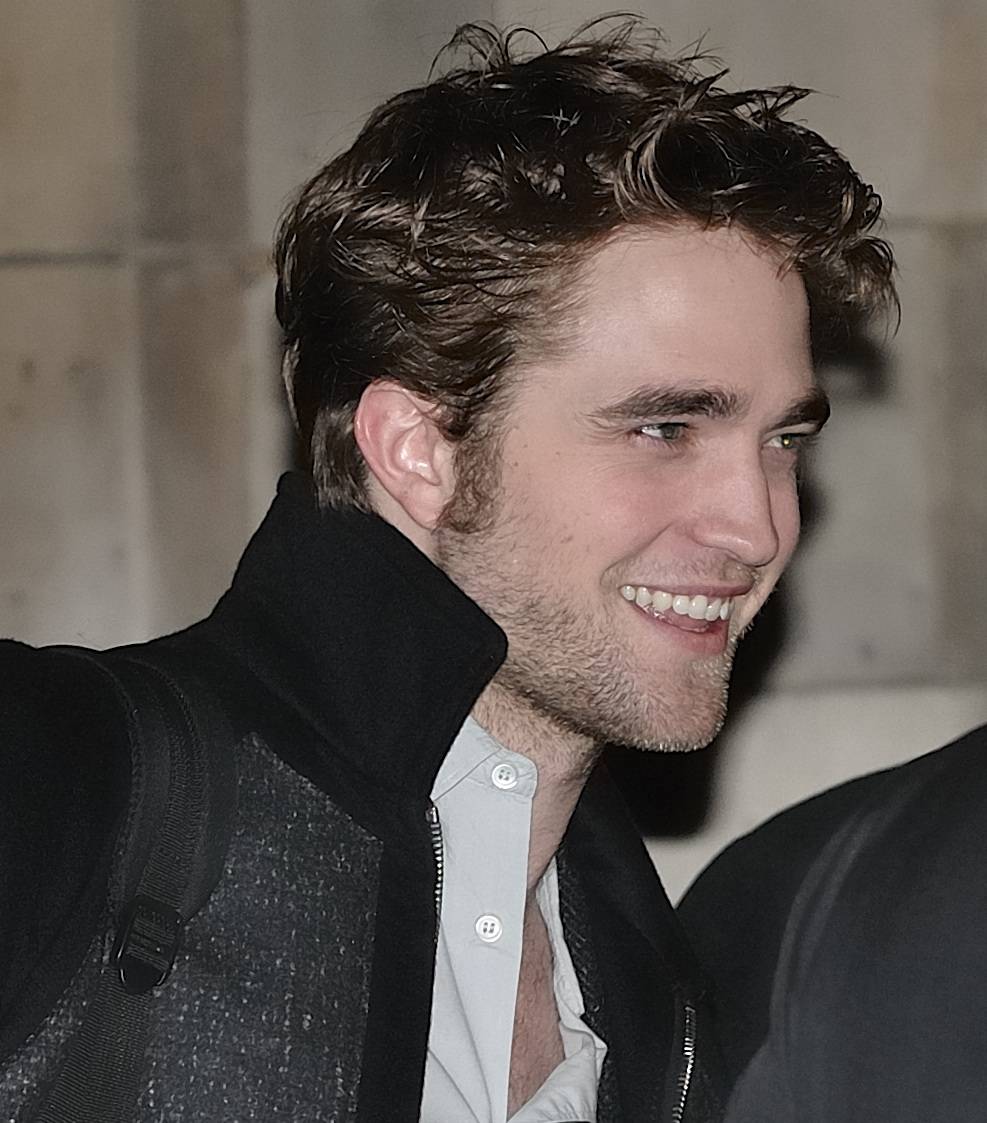
Pattinson tại buổi chụp hình quảng bá cho The Twilight Saga: Trăng non vào năm 2009

Sang năm 2008, Pattinson vào vai nam chính Edward Cullen trong bộ phim giả tưởng lãng mạn Chạng vạng, đóng cặp cùng Kristen Stewart. Tác phẩm được chuyển thể từ tiểu thuyết cùng tên năm 2005 của Stephenie Meyer. Có khoảng ba nghìn người đã gửi hồ sơ ứng tuyển cho vai Cullen, rất nhiều trong số đó đã tham gia buổi thử vai. Đạo diễn Catherine Hardwicke chia sẻ rằng Pattinson sở hữu "mọi yếu tố mà [họ] cần [...] gương mặt góc cạnh và khí chất bí ẩn rất giống với Edward". Theo lời Pattinson, diễn xuất của anh trong phim phần lớn chịu ảnh hưởng từ Stewart. Nam diễn viên cũng phải luyện nói giọng Mỹ và bắt đầu đeo kính áp tròng để phù hợp với nhân vật. Trong phim, Bella (do Stewart thủ vai) đối mặt với nguy hiểm đến từ James, một ma cà rồng tàn ác muốn sát hại và hút máu cô, buộc Cullen –  người tình ma cà rồng của Bella – phải lao vào một cuộc chiến sống còn với James để bảo vệ cô. Tuy bộ phim nhận nhiều ý kiến trái chiều từ giới phê bình, nhưng đa phần đều đánh giá cao sự ăn ý giữa Pattinson và Stewart. Manohla Dargis của The New York Times mô tả Pattinson là một diễn viên "có năng lực và sở hữu vẻ đẹp lạ lùng", trong khi Roger Ebert thì cho rằng anh là một "sự lựa chọn rất phù hợp" cho vai diễn này.
Pattinson xuất hiện với tư cách người trao giải tại lễ trao giải Oscar lần thứ 81 vào tháng 2 năm 2009; ban đầu anh dự kiến sẽ xuất hiện cùng Stewart, nhưng cô đã từ chối tham gia. Cùng năm đó, anh đóng vai Richard trong phim ngắn The Summer House (2009) của Daisy Gili. Tác phẩm theo chân Richard – người đến Pháp để tìm cách nối lại tình cảm với bạn gái cũ Jane (do Talulah Riley thủ vai) sau khi đã phản bội cô. The Summer House về sau được tái phát hành trong tuyển tập mang tên Love & Distrust (2010), gồm năm phim ngắn khắc họa cuộc sống của tám nhân vật đến từ nhiều hoàn cảnh khác nhau trên con đường tìm kiếm hạnh phúc. Revolver Entertainment cũng phát hành Robsessed (2009), một bộ phim tài liệu kể về cuộc đời và hành trình trở thành ngôi sao của Pattinson. Tài tử tái xuất với vai Edward Cullen trong phần phim tiếp theo của Chạng vạng, The Twilight Saga: Trăng non, ra mắt vào tháng 11 năm 2009. Tác phẩm đạt kỷ lục doanh thu 142,8 triệu đô la Mỹ chỉ trong cuối tuần công chiếu đầu tiên và thu về tổng cộng 711 triệu đô la Mỹ trên toàn cầu, trở thành phim có doanh thu cao thứ bảy trong năm 2009. Bill Goodykoontz của The Arizona Republic nhận xét rằng "Quả thực Pattinson không xuất hiện quá nhiều trong phim, nhưng anh ấy đều thể hiện hết mình mỗi khi có mặt trên màn ảnh", trong khi Michael O'Sullivan của The Washington Post thì đánh giá diễn xuất của anh là "ổn định và đầy ấn tượng". Trăng non đã mang về cho nam diễn viên 3 giải Điện ảnh của MTV tại lễ trao giải năm 2010.

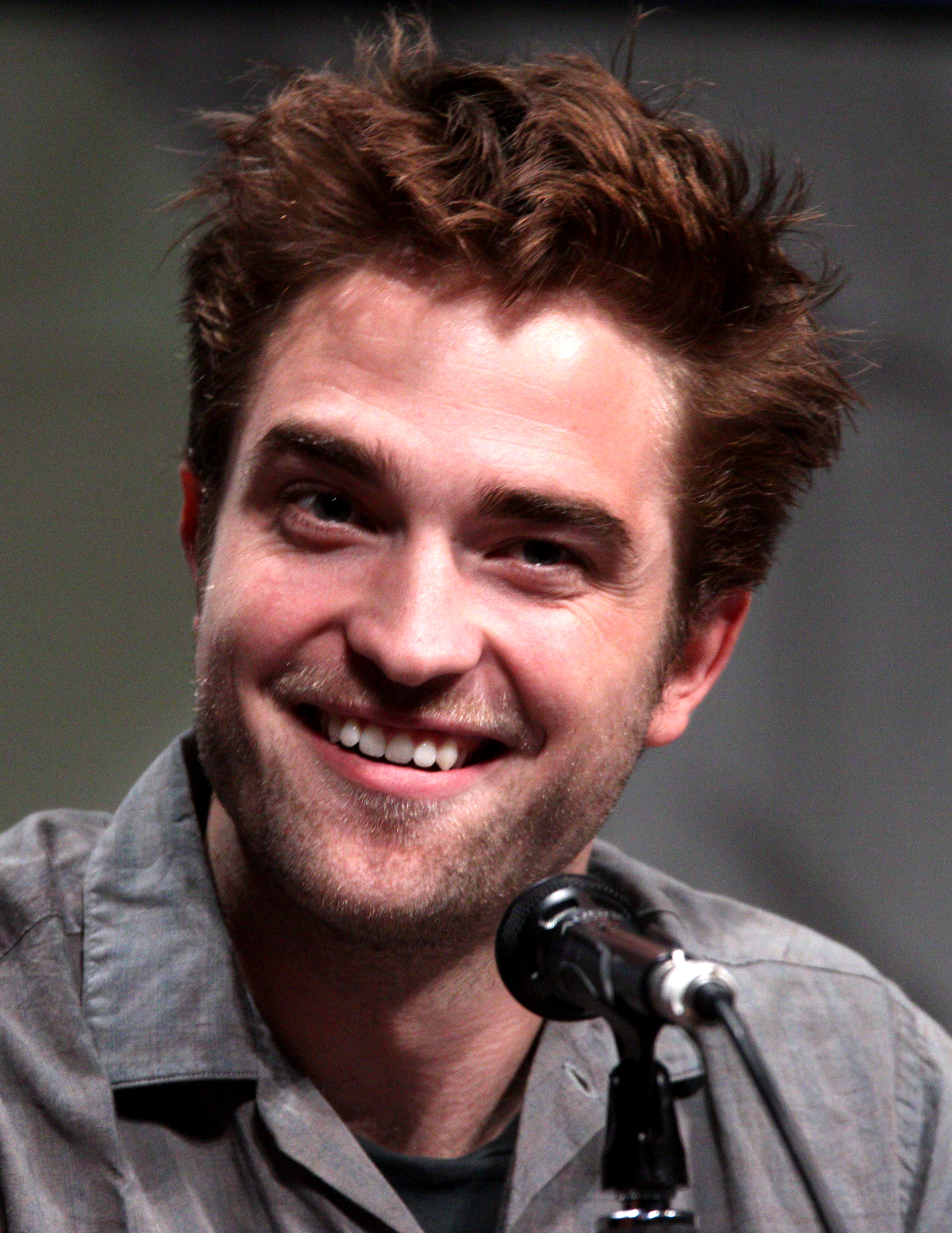
Pattinson tại San Diego Comic-Con 2012

Năm 2010, Pattinson giữ vai trò giám đốc sản xuất kiêm diễn viên chính trong bộ phim chính kịch tuổi mới lớn Nhớ đến anh, hóa thân thành Tyler Hawkins. Tác phẩm do Allen Coulter đạo diễn, xoay quanh một cặp đôi trẻ đang cố gắng hàn gắn mối quan hệ của họ sau những biến cố trong gia đình. Diễn xuất của Pattinson trong phim nhận về nhiều ý kiến trái chiều từ giới phê bình. Cùng năm, anh trở lại với vai Edward Cullen trong The Twilight Saga: Nhật thực (2011) – bộ phim có doanh thu cao thứ sáu trong năm 2010 với hơn 698,4 triệu đô la Mỹ trên toàn cầu. Sang năm 2011, tài tử hóa thân thành Jacob Jankowski trong Water for Elephants, bộ phim chuyển thể từ tiểu thuyết cùng tên năm 2006 của Sara Gruen. Mặc dù tác phẩm nhận về những đánh giá trái chiều, song diễn xuất của Pattinson lại được ca ngợi; Richard Corliss của Time mô tả anh là người "toát lên phẩm chất ngôi sao". Cũng trong năm đấy, Pattinson một lần nữa đảm nhận vai Edward Cullen trong The Twilight Saga: Hừng đông – Phần 1 (2011). Tác phẩm thu về 712 triệu đô la Mỹ toàn cầu, trở thành phim có doanh thu cao thứ tư trong năm 2011, dẫu nhận về nhiều đánh giá từ trái chiều đến tiêu cực từ giới phê bình. Nam diễn viên cũng thủ vai Georges Duroy trong Bel Ami, tác phẩm chuyển thể từ tiểu thuyết cùng tên năm 1885 của Guy de Maupassant. Bộ phim được công chiếu lần đầu tại Liên hoan phim Quốc tế Berlin lần thứ 62 và chính thức ra rạp vào tháng 2 năm 2012.
Pattinson đóng vai chính trong bản chuyển thể điện ảnh của tiểu thuyết Cosmopolis, do David Cronenberg đạo diễn. Bộ phim đã tham gia tranh giải Cành cọ Vàng tại Liên hoan phim Cannes 2012 và nhận được nhiều đánh giá tích cực từ giới phê bình, đặc biệt là về phần thể hiện của Pattinson. Robbie Collin từ The Daily Telegraph ca ngợi đây là "màn trình diễn ngoạn mục" và nhận xét rằng tài tử đã khắc họa Eric Packer "như một miệng núi lửa ngầm; lạnh lùng, cứng rắn bên ngoài, nhưng sâu thẳm bên trong là những buồng nham thạch chứa đầy năng lượng lo âu và sự khinh ghét bản thân đang cuộn trào dữ dội". Owen Gleiberman từ Entertainment Weekly thì cho rằng anh "với vẻ nhợt nhạt và sắc sảo ngay cả khi không còn lớp trang điểm trắng bệch của ma cà rồng" đã truyền tải lời thoại của mình bằng "những suy tư lạnh lẽo" và một "nhịp điệu đầy tự tin". Sau Cosmopolis, Pattinson lần cuối cùng thủ vai Edward Cullen trong The Twilight Saga: Hừng đông – Phần 2 (2012). Đây trở thành phần phim có doanh thu cao nhất trong toàn bộ series Chạng vạng, đồng thời là phim có doanh thu cao thứ sáu trong năm 2012 với hơn 829 triệu đô la Mỹ toàn cầu.

### 2014–2019: Các phim độc lập

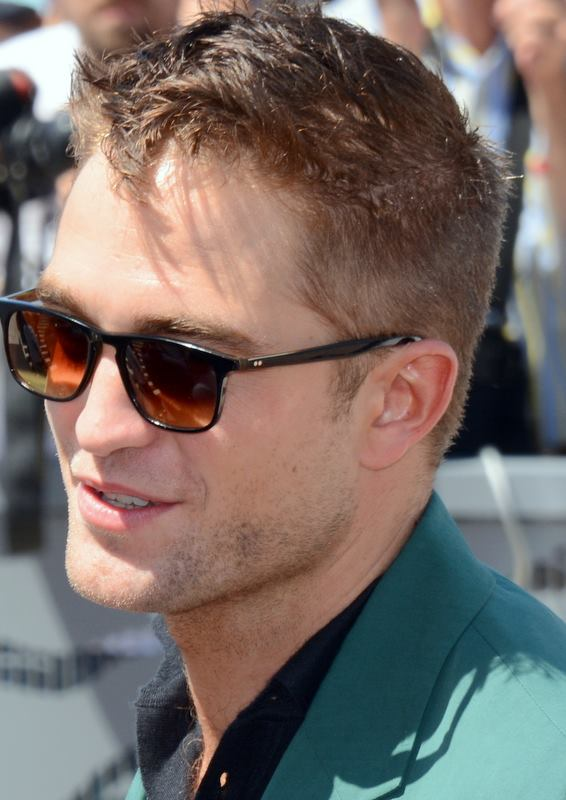
Pattinson tại Liên hoan phim Cannes 2014

Tháng 5 năm 2014, hai bộ phim có sự tham gia của Pattinson được công chiếu tại Liên hoan phim Cannes 2014. Pattinson thủ vai chính trong bộ phim viễn Tây hậu tận thế The Rover của David Michôd, đóng cùng với Guy Pearce và Scoot McNairy. Anh dành trọn bảy tuần bấm máy tại Úc để hóa thân vào nhân vật Rey – một chàng trai trẻ tuổi người Mỹ ngây thơ, bị chính anh trai mình bỏ rơi sau một vụ cướp bất thành. Tác phẩm lấy bối cảnh ở Outback mười năm sau một cuộc khủng hoảng kinh tế. Scott Foundas của tạp chí Variety ca ngợi đây là "màn trình diễn tái định hình sự nghiệp" của Pattinson, đồng thời đánh giá cao chất giọng miền Nam chân thực và "sự điềm đạm tinh tế" mà anh thể hiện trong một vai diễn mà lẽ ra rất dễ trở nên bi lụy. Kế đó, nam diễn viên tái hợp với Cronenberg trong bộ phim châm biếm Maps to the Stars. Trong phim, anh vào vai Jerome Fontana – một tài xế limousine kiêm diễn viên đang vật lộn mưu sinh, nuôi mộng trở thành nhà biên kịch. Cronenberg chia sẻ rằng việc chọn Pattinson là một "quyết định dễ dàng" và ca ngợi anh là một diễn viên "cực kỳ sáng tạo". Tác phẩm được giới phê bình phản hồi tích cực; Robbie Collin của The Daily Telegraph khen diễn xuất của Pattinson là "duyên dáng và đầy lôi cuốn".
Tháng 1 năm 2015, Pattinson đến Maroc để ghi hình bộ phim tiểu sử Queen of the Desert của Werner Herzog – một tác phẩm chuyển thể từ câu chuyện cuộc đời của Gertrude Bell, đóng cùng Nicole Kidman và James Franco. Trong phim, Pattinson vào vai T. E. Lawrence. Geoffrey Macnab của The Independent khen phần trình diễn của Pattinson là "mang tính hài hước và khác biệt hoàn toàn với hình ảnh Peter O'Toole từng thể hiện", cho rằng anh đã khắc họa nhân vật Lawrence như "một người sắc sảo, mỉa mai, có khả năng nhìn thấu sự giả tạo của cấp trên và đồng nghiệp xung quanh". David Rooney từ The Hollywood Reporter đánh giá vai diễn của Pattinson tuy "ngắn nhưng có sức nặng" và nhấn mạnh tới "sự ăn ý tự nhiên trong những phân cảnh chung giữa anh và Kidman". Sau đó, Pattinson tiếp tục đóng chính trong bộ phim tiểu sử Life (2015) của Anton Corbijn, dựa trên cuộc đời của nam diễn viên James Dean. Lấy bối cảnh thập niên 1950, Pattinson vào vai Dennis Stock, một nhiếp ảnh gia kết thân với Dean sau chuyến hành trình cùng tài tử bạc mệnh qua Los Angeles, Indiana và New York. Guy Lodge từ tạp chí Variety gọi màn hóa thân của Pattinson là "một sự biến hóa đầy tinh tế", trong khi David Rooney của The Hollywood Reporter thì cho rằng anh mang đến "có lẽ là vai diễn trọn vẹn bậc nhất trong sự nghiệp".
Cuối năm 2015, Pattinson thủ vai chính trong The Childhood of a Leader – tác phẩm đầu tay của Brady Corbet, sát cánh cùng Bérénice Bejo và Stacy Martin. Pattinson đảm nhận hai vai diễn trong phim: đầu tiên là Charles Marker – một phóng viên làm việc ở Đức thời Thế chiến thứ nhất, thứ hai là phiên bản trưởng thành của nhân vật "nhà lãnh đạo" (leader). Peter Bradshaw từ The Guardian đánh giá diễn xuất của anh là "thanh lịch", còn Lee Marshall của Screen International thì ca ngợi vai diễn này là "xuất sắc". Năm 2016, tài tử xuất hiện trong bộ phim Thành phố vàng đã mất do Plan B Entertainment sản xuất và James Gray đạo diễn. Tác phẩm được công chiếu vào tháng 8 năm 2016 tại Liên hoan phim New York. Pattinson đã được chọn vào vai Hạ sĩ Henry Costin, một nhà thám hiểm người Anh, từ hồi tháng 11 năm 2013. Lấy bối cảnh thập niên 1920, phim theo chân Percy Fawcett – một nhà trắc địa người Anh mất tích trong rừng mưa Amazon khi đang tìm kiếm một thành phố huyền thoại. Để nhập vai, Pattinson nuôi râu rậm và giảm gần 16 kg. Mặc dầu bộ phim là một bom xịt phòng vé, song Mara Reinstein của tạp chí Us Weekly cho rằng diễn xuất của Pattinson là "lôi cuốn", trong khi The Guardian nhận định anh "đáng xem hơn rất nhiều" và bình luận thêm rằng khán giả có thể "sẽ ước rằng nhân vật của Pattinson – chứ không phải Fawcett, người tuy điển trai nhưng lại nhạt nhòa – mới là trung tâm của bộ phim".

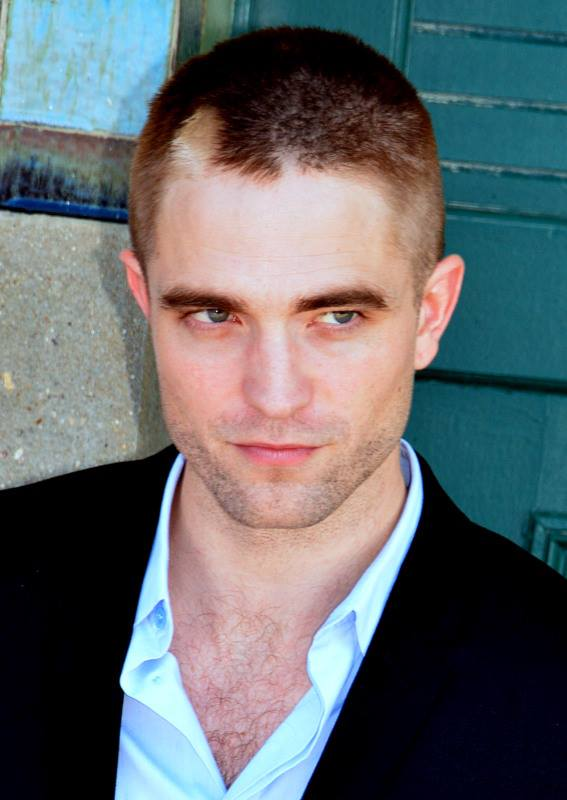
Pattinson tại Liên hoan phim Mỹ ở Deauville 2017

Tiếp đó, nam diễn viên thủ vai chính trong bộ phim giật gân theo phong cách neo-exploitation Good Time (2017) của anh em nhà Safdie, anh vào vai Connie Nikas – một tên cướp ngân hàng đang vật lộn để sinh tồn trong thế giới ngầm tội phạm tại Queens, New York. Bộ phim được công chiếu trong hạng mục tranh giải tại Liên hoan phim Cannes 2017. Màn hóa thân của Pattinson được Guy Lodge từ Variety mô tả là "đỉnh cao trong sự nghiệp", còn Eric Kohn của IndieWire thì gọi đây là "vai diễn xuất sắc nhất sự nghiệp". David Rooney của The Hollywood Reporter so sánh phần thể hiện của Pattinson với vai Sonny Wortzik của Al Pacino trong Dog Day Afternoon (1975) và kết luận rằng đây là "màn trình diễn quyền lực bậc nhất của anh từ trước đến nay". Nhờ vai diễn này, Pattinson lần đầu tiên được đề cử giải Tinh thần độc lập cho Nam diễn viên chính xuất sắc nhất. Trong thời gian quảng bá Good Time, Pattinson còn viết kịch bản và đóng chính trong một phim ngắn do GQ phát hành mang tên Fear & Shame. Được ghi hình trên đường phố New York, tác phẩm theo chân Pattinson – trong vai chính mình – đang loay hoay tìm cách mua một chiếc hot dog trong khi cố gắng lẩn tránh sự săn đón của giới truyền thông và người hâm mộ.
Bộ phim hài-viễn Tây Damsel (2018) của anh em nhà Zellner đánh dấu sự trở lại với thể loại hài kịch của Pattinson kể từ How to Be (2008). Trong phim, anh vào vai Samuel Alabaster – một chàng cao bồi lập dị bắt đầu chuyến hành trình về phía Tây với mục tiêu giải cứu vị hôn thê bị bắt cóc của mình. Diễn xuất của anh nhận được nhiều lời khen ngợi, Dana Schwartz từ Entertainment Weekly mô tả vai diễn là "kỳ quặc một cách đầy khoái trá, đến mức khiến người ta liên tưởng đến Jake Gyllenhaal trong Okja". Bộ phim thứ hai và cũng là cuối cùng của anh trong năm 2018 là tác phẩm chính kịch khoa học viễn tưởng High Life do Claire Denis đạo diễn, lấy bối cảnh ngoài không gian và xoay quanh một nhóm tội phạm bị phái đi thực hiện nhiệm vụ tiếp cận hố đen. Ban đầu Denis từng cân nhắc chọn Philip Seymour Hoffman cho vai chính, nhưng sau khi nhận thấy sự tận tâm và khát khao được hợp tác của Pattinson, bà đã quyết định giao vai cho anh. Nam diễn viên hóa thân thành Monte – một người cha bất đắc dĩ phải một mình nuôi dạy con gái trong khi phi thuyền không gian của họ tiếp tục trôi dạt vào vũ trụ vô tận. Allen Hunter từ Screen International khen ngợi Pattinson là nhân tố "nổi bật" và "thu hút" nhất trong phim, còn Jason Bailey của The Playlist thì mô tả đây là "một màn trình diễn cháy bỏng khác của Pattinson", cũng như đánh giá cao cách anh truyền tải sự đe dọa ngấm ngầm và bản năng phản kháng của nhân vật.
Vai diễn đầu tiên của Pattinson trong năm 2019 là trong bộ phim kinh dị tâm lý đen trắng The Lighthouse của Robert Eggers, lấy bối cảnh tại một hòn đảo hẻo lánh ở New England vào thập niên 1890. Bộ phim được công chiếu trong chương trình Directors' Fortnight tại Liên hoan phim Cannes 2019, nhận được nhiều lời khen ngợi cả về cách kể chuyện lẫn diễn xuất của tài tử. Trong bài phê bình cho The Guardian, Bradshaw mô tả màn thể hiện của anh là "gây mê hoặc" và "mạnh mẽ như một cú đấm búa tạ" mà "càng về sau càng bùng nổ". Nhờ vai diễn này, Pattinson lần thứ hai được đề cử giải Tinh thần độc lập cho Nam diễn viên chính xuất sắc nhất. Hai bộ phim tiếp theo của Pattinson đều được công chiếu tại Liên hoan phim Venezia 2019. Đầu tiên là Quốc vương – lần hợp tác thứ hai của anh với Michôd và là một tác phẩm chuyển thể từ các vở kịch của William Shakespeare. Trong phim, Pattinson hóa thân thành Louis xứ Guyenne – đối thủ truyền kiếp của Henry V. Để nhập vai, anh dùng chất giọng Pháp được phỏng theo cách nói chuyện của những người trong ngành thời trang Pháp. Mặc dù ý kiến về giọng nói có phần trái chiều, nhưng phần lớn giới phê bình đều đánh giá cao diễn xuất của anh, mô tả đây là "một vai diễn chiếm trọn spotlight" và là điểm sáng nổi bật của phim. Tiếp đó, nam diễn viên góp mặt trong bộ phim Waiting for the Barbarians của Ciro Guerra, chuyển thể từ tiểu thuyết cùng tên năm 1980 của J. M. Coetzee, đóng cùng Mark Rylance và Johnny Depp. Song vai diễn lần này của Pattinson nhận về nhiều phản ứng kém tích cực hơn: Boyd van Hoeij của The Hollywood Reporter nhận xét đây là "một vai phụ khá nhạt nhòa", trong khi Harry Windsor của The Guardian cho rằng anh "diễn cứng nhắc" và "phát âm quá gượng gạo".

### 2020–nay: Trở lại với dòng phim chính thống

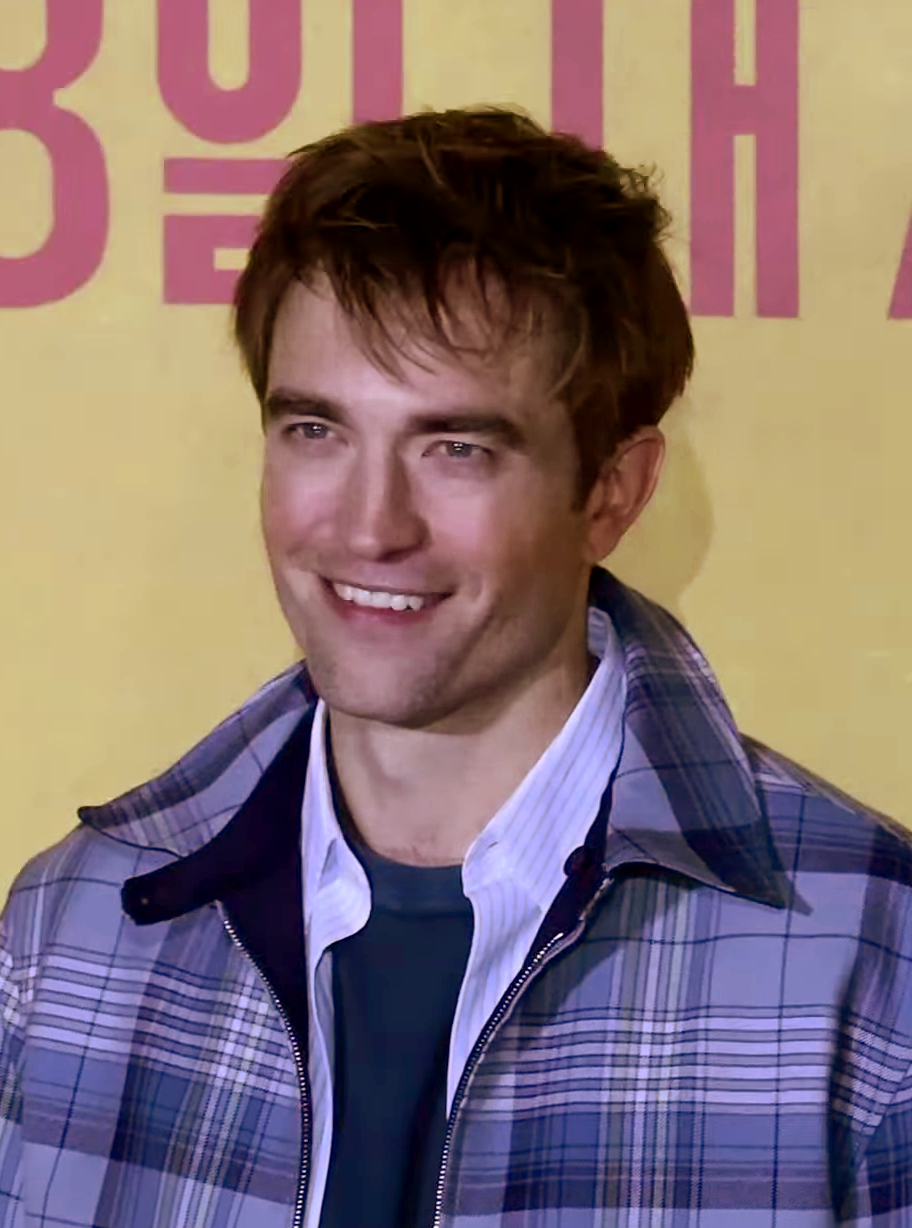
Pattinson vào năm 2025

Pattinson đóng vai Neil, một người điều phối gián điệp trong bộ phim Tenet (2020) của Christopher Nolan, sát cánh cùng John David Washington – đánh dấu sự trở lại của anh với dòng phim kinh phí lớn. Anh cho biết mình đã xây dựng cử chỉ và phong thái cho nhân vật dựa trên tác giả Christopher Hitchens. Jessica Kiang từ The New York Times mô tả nam diễn viên là một nhân tố "đầy thú vị" và khen ngợi sự ăn ý giữa anh và Washington trên màn ảnh. Ngay sau đó, Pattinson góp mặt trong dàn diễn viên chính của Vùng đất bị ruồng bỏ (2020) – một tác phẩm tâm lý kinh dị được chuyển thể từ tiểu thuyết của Donald Ray Pollock. Phim lấy bối cảnh thập niên 1950, Pattinson vào vai Preston Teagardin – một mục sư đồi bại trú tại thị trấn nhỏ. Austin Collin từ Rolling Stone nhận xét anh là một nhân vật "khó nắm bắt, kỳ quặc và đầy lôi cuốn", còn Owen Gleiberman của tạp chí Variety thì ca ngợi màn hóa thân "đầy phong cách" của anh". Tháng 5 năm 2021, Pattinson đã ký thỏa thuận ưu tiên (first-look deal) với Warner Bros và HBO, theo đó anh sẽ tham gia sản xuất và phát triển các dự án phim ảnh trong tương lai.
Tài tử hóa thân thành Batman và Bruce Wayne trong bộ phim siêu anh hùng năm 2022 Batman: Vạch trần sự thật của Matt Reeves. Sau khi Ben Affleck rút lui khỏi vai diễn này, Reeves xây dựng lại nhân vật Batman cho phù hợp với Pattinson sau khi bị ấn tượng mạnh bởi màn thể hiện của anh trong Good Time. Mặc dù ban đầu Pattinson vấp phải nhiều phản ứng trái chiều từ một bộ phận người hâm mộ Batman, bộ phim vẫn gặt hái được thành công vang dội cả về phê bình lẫn doanh thu. Diễn xuất của Pattinson sau đó được giới phê bình đánh giá cao. Davis Rooney của tờ The Hollywood Reporter nhận xét anh "lôi cuốn từ đầu đến cuối". Năm 2023, Pattinson lồng tiếng cho con diệc xám nhan đề trong bản tiếng Anh của bộ phim hoạt hình Nhật Bản Thiếu niên và chim diệc do Miyazaki Hayao đạo diễn. Tác phẩm của Miyazaki thu về 294,2 triệu đô la Mỹ toàn cầu, trở thành phim Nhật Bản có doanh thu cao thứ năm mọi thời đại. Thông qua hãng sản xuất riêng Icki Eneo Arlo, Pattinson đảm nhiệm vai trò nhà sản xuất cho bộ phim Rotting in the Sun của Sebastián Silva, được giới chuyên môn đánh giá cao.
Năm 2025, Pattinson đảm nhận vai chính trong bộ phim khoa học viễn tưởng Mickey 17 của Bong Joon-ho, được chuyển thể từ tiểu thuyết Mickey7 (2022). Anh hóa thân thành Mickey Barnes, một thành viên "có thể bị thay thế" của phi hành đoàn – người được giao các nhiệm vụ cực kỳ nguy hiểm trong không gian vì anh có khả năng tái sinh sau khi chết mà vẫn giữ lại gần như toàn bộ ký ức từ những phiên bản trước. Bộ phim nhận được nhiều đánh giá tích cực, với phần lớn sự chú ý đổ dồn vào diễn xuất của tài tử khi anh thể hiện hai phiên bản khác nhau của cùng một nhân vật. Trong bài phê bình đăng trên Indiewire, David Ehrlich gọi đây là "hai trong số những màn trình diễn xuất sắc nhất trong sự nghiệp của anh". Cũng trong năm 2025, Pattinson đóng cặp cùng Jennifer Lawrence trong phim giật gân Die, My Love, vào vai người chồng của cô. Radhika Seth từ Vogue cho rằng cả hai diễn viên đều "hoàn toàn nhập vai" nhưng lại "bị cản trở bởi một kịch bản yếu kém", trong khi Gleiberman thì cho rằng Pattinson đã có "một màn trình diễn tệ hiếm hoi, khi anh thể hiện nhân vật [Jackson] như một gã đàn ông khó ưa và vô tâm".
Sắp tới, Pattinson sẽ sát cánh cùng Zendaya trong phim tình cảm lãng mạn The Drama. Anh cũng sẽ kiêm nhiệm cả vai trò nhà sản xuất lẫn diễn viên chính trong Primetime, bộ phim hình sự xoay quanh một nhà báo điều tra tội phạm. Pattinson sẽ tái hợp với Nolan trong tác phẩm sử thi The Odyssey (2026). Bên cạnh đó, anh cũng sẽ tiếp tục đảm nhận vai Batman trong The Batman: Part II, và được chọn vào dàn diễn viên chính của bộ phim trộm cắp Here Comes the Flood do Fernando Meirelles đạo diễn.

## Hoạt động khác

### Người mẫu và quảng bá

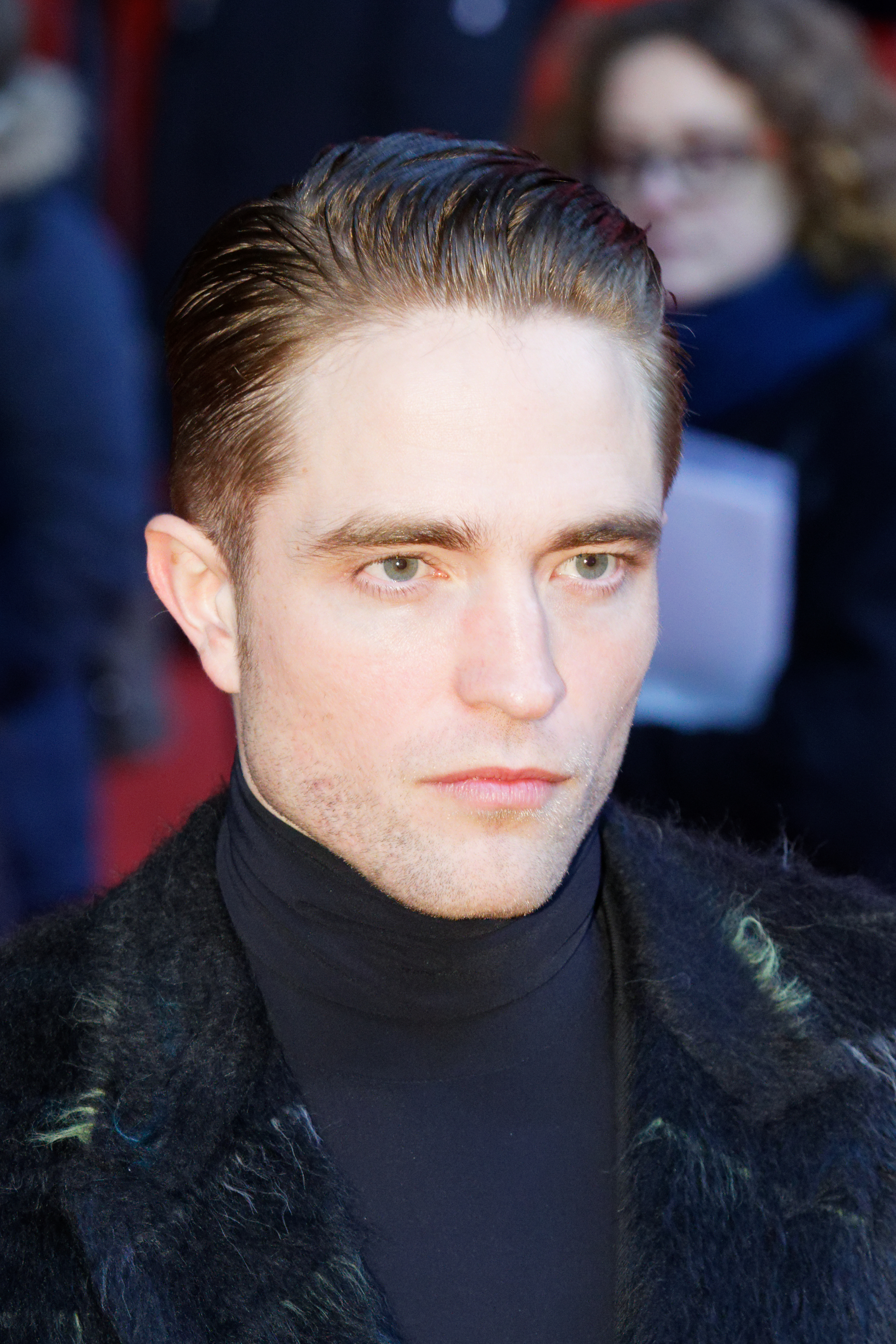
Pattinson diện trang phục Dior Homme tại Liên hoan phim quốc tế Berlin 2017

Pattinson làm người mẫu từ năm 12 tuổi trong khoảng 4 năm. Trong một cuộc phỏng vấn với tạp chí Closer vào tháng 12 năm 2008, anh cho rằng việc không còn nhiều lời mời làm người mẫu là do ngoại hình nam tính của mình: "Khi mới bắt đầu, tôi khá cao và trông giống con gái, nên nhận được rất nhiều hợp đồng vì thời đó phong cách phi giới tính (androgynous) đang thịnh hành. Nhưng rồi, tôi đoán là mình đã trở nên quá nam tính, thế là chẳng còn ai thuê nữa. Tôi có lẽ là người có sự nghiệp người mẫu thất bại nhất". Trong khoảng thời gian đó, Pattinson từng làm người mẫu cho nhiều tạp chí tuổi teen tại Anh, cũng như cho thương hiệu thời trang Hackett và nhà thiết kế Nicole Farhi. Tháng 11 năm 2010, nam diễn viên được Burberry đề nghị một bản hợp đồng trị giá 1 triệu bảng Anh để làm gương mặt đại diện thương hiệu, nhưng anh từ chối lời mời này.
Tháng 6 năm 2013, Pattinson được công bố là gương mặt đại diện mới cho dòng nước hoa Dior Homme. Tháng 9 năm 2013 , anh góp mặt trong một đoạn phim ngắn trắng đen quảng cáo cho Dior Homme bên cạnh người mẫu Pháp-Mỹ Camille Rowe. Kể từ đấy, Pattinson đã tham gia nhiều chiến dịch quảng cáo cho dòng nước hoa này trên truyền hình và ấn phẩm thời trang, hợp tác với các đạo diễn Romain Gavras và the Blaze, cũng như các nhiếp ảnh gia Peter Lindbergh, Nan Goldin và Mikael Jansson. Goldin về sau còn xuất bản cuốn sách ảnh mang tên Robert Pattinson: 1000 Lives – tập hợp những khoảnh khắc đáng nhớ từ chiến dịch quảng bá năm 2013. Tháng 2 năm 2016, Pattinson trở thành đại sứ đầu tiên của dòng thời trang nam Dior Homme cũng như hiện diện trong nhiều bộ ảnh quảng bá cho thương hiệu do Karl Lagerfeld và Lindbergh thực hiện. Khi nhìn lại gần một thập kỷ đồng hành cùng Dior vào năm 2020, Pattinson chia sẻ: "Dior mang một vẻ đẹp vượt thời gian; nó khiến người ta có cảm giác rằng thương hiệu này sẽ trường tồn, giống như một tượng đài vậy".

### Âm nhạc
Pattinson bắt đầu chơi guitar và dương cầm từ khi lên 4 tuổi, đồng thời anh thường xuyên tự sáng tác nhạc. Anh góp giọng trong hai ca khúc thuộc nhạc phim Twilight: "Never Think" do anh đồng viết lời với Sam Bradley, và "Let Me Sign" do Marcus Foster và Bobby Long chấp bút. Đạo diễn Catherine Hardwicke đưa những bản thu âm của anh vào bản dựng thô ban đầu của bộ phim mà không cho nam diễn viên biết trước, nhưng về sau Pattinson đồng ý rằng "một trong số những bài hát đó, cụ thể là [...], thực sự khiến cảnh phim trở nên hay hơn rất nhiều". Anh cũng trình bày ba ca khúc nguyên bản do Joe Hastings sáng tác trong nhạc phim How to Be. Mặc dù có năng khiếu âm nhạc, Pattinson từng chia sẻ: "Tôi chưa bao giờ thật sự thu âm gì cả  [...] tôi chỉ chơi nhạc ở mấy quán rượu này nọ thôi". Khi được hỏi về việc theo đuổi con đường âm nhạc chuyên nghiệp, anh trả lời rằng: "Âm nhạc là phương án dự phòng của tôi, nếu nghiệp diễn không thành". Năm 2010, anh được Hiệp hội Thương nhân Nhạc cụ Quốc gia Hoa Kỳ vinh danh là Nhạc sĩ không ngờ tới có ảnh hưởng nhất ở Hollywood.
Năm 2013, Pattinson chơi guitar trong ca khúc "Birds", nằm trong album Government Plates của ban nhạc Death Grips. Tay trống của nhóm Zach Hill thâu lại phần trình diễn ngẫu hứng của tài tử bằng điện thoại trong một buổi jam session, rồi sau đó dùng đoạn nhạc này làm sample cho bản phối chính thức. Trong một cuộc phỏng vấn vào tháng 3 năm 2017, nam diễn viên tiết lộ rằng anh sẽ đóng góp âm nhạc cho bộ phim sắp ra mắt của mình Damsel (2018). Tháng 2 năm 2019, anh hợp tác với ban nhạc đến từ Nottingham Tindersticks cho ra mắt ca khúc "Willow", nằm trong album nhạc phim của High Life. Tháng 10 năm 2020, Pattinson đã xuất hiện với vai trò khách mời đặc biệt trong màn biểu diễn ca khúc "3 a.m." của nhóm nhạc Haim trên chương trình Late Night with Seth Meyers. Anh gọi video FaceTime và đọc diễn cảm đoạn thoại mở đầu của bài hát này.

### Từ thiện
Pattinson là một người ủng hộ nhiệt thành chiến dịch Stop Sex Trafficking of Children and Young People do tổ chức ECPAT Anh Quốc khởi xướng. Tại sự kiện từ thiện của amfAR diễn ra trong khuôn khổ Liên hoan phim Cannes 2009, anh quyên góp 56.000 đô la Mỹ. Tháng 1 năm 2010, Pattinson góp mặt trong chương trình truyền hình gây quỹ từ thiện Hope for Haiti Now: A Global Benefit for Earthquake Relief. Đối với GO Campaign, anh gây quỹ được 80.000 đô la Mỹ thông qua việc đấu giá chuyến thăm phim trường Hừng đông và sau đó là một buổi trình chiếu riêng tư bộ phim The Twilight Saga: Hừng đông – Phần 1 dành cho nhà hảo tâm thắng cuộc.
Tại Teen Choice Awards vào tháng 8 năm 2011, Pattinson tận dụng bài phát biểu nhận giải để nâng cao nhận thức cộng đồng về ung thư, đặc biệt nhấn mạnh đến Cancer Bites – một sáng kiến hỗ trợ những người bệnh ung thư. Tháng 8 năm 2013, anh thăm viếng Bệnh viện Nhi đồng Los Angeles và dành thời gian gặp gỡ, trò chuyện và tham gia những hoạt động thủ công mỹ nghệ cùng các bệnh nhi. Tháng 9 năm 2013, anh hợp tác với International Medical Corps trong vai trò là một trong những người ứng cứu đầu tiên, góp phần nâng cao nhận thức cộng đồng về công tác ứng phó thiên tai và xây dựng khả năng phục hồi sau thảm họa. Pattinson còn tích cực đóng góp trong nhiều phiên đấu giá từ thiện. Tháng 11 năm 2013, anh tham dự sự kiện Go Go Gala do GO Campaign tổ chức và mua một cây đàn cello được làm từ vật liệu tái chế, với mức giá 5.600 đô la Mỹ. Tháng 5 năm 2014, anh quyên tặng chiếc xe đạp cá nhân cho một buổi đấu giá nhằm hỗ trợ Royal Flying Doctor Service – tổ chức cung cấp dịch vụ chăm sóc y tế cho người dân tại Outback. Cũng trong năm 2014, nam diễn viên hưởng ứng Thử thách dội nước đá ALS nhằm nâng cao nhận thức về bệnh xơ cứng teo cơ một bên, đồng thời anh cũng xuất hiện trong sự kiện gây quỹ thường niên của GO Campaign. Tháng 10 năm 2015, Pattinson tham gia Chiến dịch Global Goals – một sáng kiến hướng tới mục tiêu xóa bỏ đói nghèo trên toàn thế giới trước năm 2030.
Năm 2015, tài tử trở thành đại sứ đầu tiên của GO Campaign. Tại Liên hoan phim Cannes 2019, Pattinson và minh tinh Helen Mirren đồng chủ trì một sự kiện từ thiện do Hiệp hội báo chí nước ngoài ở Hollywood (HFPA) đứng ra tổ chức. Tại sự kiện trên, họ thay mặt HFPA quyên góp 500.000 đô la Mỹ cho tổ chức cứu trợ quốc tế Help Refugees. Trong đợt phong tỏa do COVID-19 đầu tiên vào đầu năm 2020, Pattinson quyên góp cho quỹ khẩn cấp của GO Campaign, giúp cung cấp thực phẩm và các sản phẩm vệ sinh thiết yếu cho những gia đình có hoàn cảnh khó khăn ở Luân Đôn và Los Angeles. Cuối năm 2020, trong quá trình ghi hình Batman: Vạch trần sự thật tại Liverpool, Pattinson tạo bất ngờ cho một cậu bé 10 tuổi mắc chứng tự kỷ đã đợi gặp anh hàng giờ liền ở phim trường. Dù không thể gặp trực tiếp vì điều kiện quay phim, Pattinson gửi tặng cậu bé một gói quà chứa các vật phẩm liên quan đến nhân vật Batman của DC Comics.

## Hình tượng công chúng

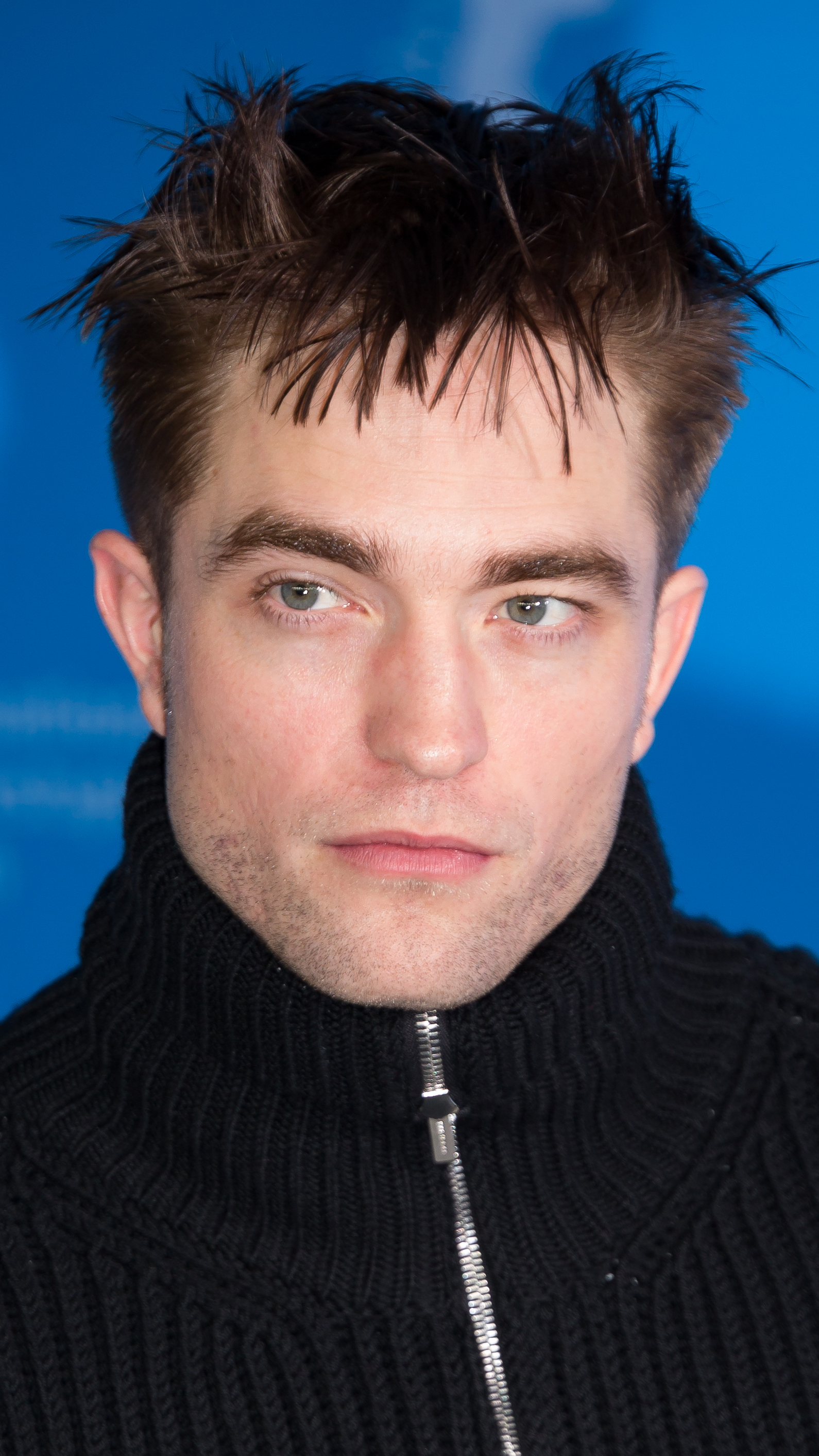
Pattinson tại Liên hoan phim Quốc tế Berlin 2017

Vẻ ngoài nam tính của Pattinson là chủ đề được bàn luận rộng rãi trên các phương tiện truyền thông và anh được nhiều nhà phê bình gọi là một biểu tượng sex. People hai lần đưa anh vào danh sách "Người đàn ông gợi cảm nhất thế giới" vào các năm 2008 và 2009. Năm 2009, Glamour UK vinh danh Pattinson là "Người đàn ông quyến rũ nhất hành tinh", trong khi AskMen xếp anh vào top 49 người đàn ông có ảnh hưởng nhất thế giới. Vanity Fair thì bình chọn anh là "người đàn ông đẹp trai nhất thế giới". Năm 2010, cả GQ lẫn Glamour đều chọn Pattinson là "Người đàn ông mặc đẹp nhất", trong đó GQ đánh giá cao phong thái thanh lịch hiện đại và sức hút thời thượng của nam diễn viên. People cùng năm đó cũng vinh danh Pattinson trong ấn phẩm đặc biệt "Những người đẹp nhất thế giới". Về mặt tài chính, Pattinson góp mặt trong danh sách "Ngôi sao có thu nhập cao nhất Hollywood năm 2009" của Vanity Fair, với mức thu nhập ước tính khoảng 18 triệu đô la Mỹ. Tính đến năm 2025, các bộ phim của nam diễn viên đã thu về hơn 4,7 tỷ đô la Mỹ trên toàn cầu.
Một số phương tiện truyền thông và người hâm mộ gọi Pattinson bằng biệt danh "RPattz" – một biệt danh mà nam diễn viên từng tỏ ra không ưa thích, thậm chí còn đùa rằng sẽ "bóp cổ" người nghĩ ra nó. Năm 2010, The Sunday Times đưa Pattinson vào danh sách "Rich List" – bảng xếp hạng những triệu phú trẻ tại Vương quốc Anh, với giá trị tài sản ròng ước tính khoảng 13 triệu bảng Anh. Cùng năm ấy, Time vinh danh anh là một trong 100 người có ảnh hưởng nhất thế giới, trong khi Forbes liệt nam diễn viên vào danh sách Celebrity 100. Cũng trong năm 2010, Pattinson giành hai giải BBC Radio 1 Teen Awards cho Người ăn mặc đẹp nhất và Nam diễn viên xuất sắc nhất. Tháng 2 năm 2014, anh xuất hiện trên trang bìa của World Film Locations: Toronto, một cuốn sách chuyên khảo về các bộ phim được quay ở thành phố này.
Năm 2011, Vanity Fair xếp Pattinson ở vị trí thứ 15 trong danh sách "Top 40 ngôi sao hàng đầu Hollywood", viện dẫn mức thu nhập ấn tượng 27,5 triệu đô la Mỹ của anh trong năm 2010. GQ một lần nữa vinh danh anh là "Người đàn ông mặc đẹp nhất" vào năm 2012, còn Glamour thì xướng tên anh là "Người đàn ông quyến rũ nhất hành tinh" vào tháng 10 cùng năm. Tới năm 2013, Pattinson đứng thứ hai trong danh sách "Người nổi tiếng dưới 30 tuổi giàu nhất Vương quốc Anh" do Glamour bình chọn, với tổng tài sản ước tính 45 triệu bảng Anh. Tài tử đồng thời được London Evening Standard ghi nhận là một trong những nhân vật có ảnh hưởng nhất thủ đô nước Anh trong các năm 2013 và 2014. Tháng 10 năm 2014, anh được Heat xếp hạng 3 trong danh sách thường niên "Ngôi sao trẻ giàu có nhất nước Anh", với mức thu nhập được ước tính lên đến 82,89 triệu đô la Mỹ.

## Dấu ấn nghệ thuật và phong cách diễn xuất
— Pattinson chia sẻ về phong cách diễn xuất của mình
Pattinson nổi danh qua việc đảm nhận các vai diễn thuộc nhiều thể loại khác nhau – chủ yếu là phim độc lập và phim hành động – qua đó anh đã khẳng định vị thế của mình như một diễn viên hạng A. Năm 2025, David Fear từ tạp chí Rolling Stone gọi Pattinson là "gã quái kiệt vĩ đại của điện ảnh thế kỷ 21" và là một trong những "diễn viên hạng A thú vị nhất". Nhà báo Alexander Larman của The Daily Telegraph mô tả anh là một diễn viên "luôn xuất sắc trong mọi vai diễn [...] người đã nắm bắt những cơ hội rộng mở và thú vị hơn mà sự nghiệp của một diễn viên tính cách mang lại". Wendy Ide – viết cho tờ The Guardian – nhận định sau khi đảm nhận nhiều vai diễn trong các bộ phim của những đạo diễn tác giả, Pattinson đã phát triển một phong thái diễn xuất độc đáo và lập dị, điều này khiến anh khác biệt so với những đồng nghiệp đương thời vốn có hình ảnh "bóng bẩy và được trau chuốt" hơn. Trong một bài phỏng vấn với tạp chí GQ, đạo diễn Matt Reeves – người từng hợp tác với tài tử trong Batman: Vạch trần sự thật (2022) – ví von anh như một con tắc kè hoa, nhận định rằng "anh ấy không bao giờ thể hiện một vai diễn bằng đúng chất giọng của mình […] giọng nói chính là một trong những cách anh ấy nhập vai". Jordan Woods của Screen Rant thì nhận xét rằng Pattinson từng bị đóng khung sau series The Twilight Saga (2008–2012), nhưng đã chứng minh được tài năng diễn xuất thực sự của mình trong Batman: Vạch trần sự thật.
Theo Alex Moshakis của The Guardian, Pattinson thường đảm trách những nhân vật "phức tạp, thường là kiểu lập dị". Anh thích hóa thân thành những nhân vật trái ngược hoàn toàn với tính cách thật ngoài đời – mà anh mô tả là hoàn toàn bình thường, thẳng thắn và trầm lặng – chia sẻ rằng: "Tôi thấy thật cuốn hút khi con người đưa ra những quyết định sai lầm [...] trong đó vừa có sự hài hước, vừa có sự bối rối khó hiểu". Thay vì duy trì trạng thái nhân vật xuyên suốt cả quá trình quay phim, nam diễn viên lại chọn cách tập trung toàn bộ năng lượng chỉ trong lúc máy quay đang ghi hình. Anh ví phong cách diễn xuất của mình như "chạy nước rút tới mép vực rồi nhảy xuống", đồng thời thừa nhận rằng "đôi khi nó chẳng hiệu quả gì cả và bạn trông chẳng khác gì một kẻ điên, nhưng đôi khi nó khiến bạn ngừng suy nghĩ—và đó chính là trạng thái mà tôi thích nhất". Pattinson từng áp dụng nhiều phương pháp cực đoan để hóa thân vào nhân vật bao gồm nôn mửa ngay tại trường quay, tới phim trường trong tình trạng say xỉn và tự nhốt mình dưới tầng hầm. Tài tử tiết lộ rằng trong quá trình ghi hình The Drama, anh đã "phát điên suốt ba ngày liên tiếp".

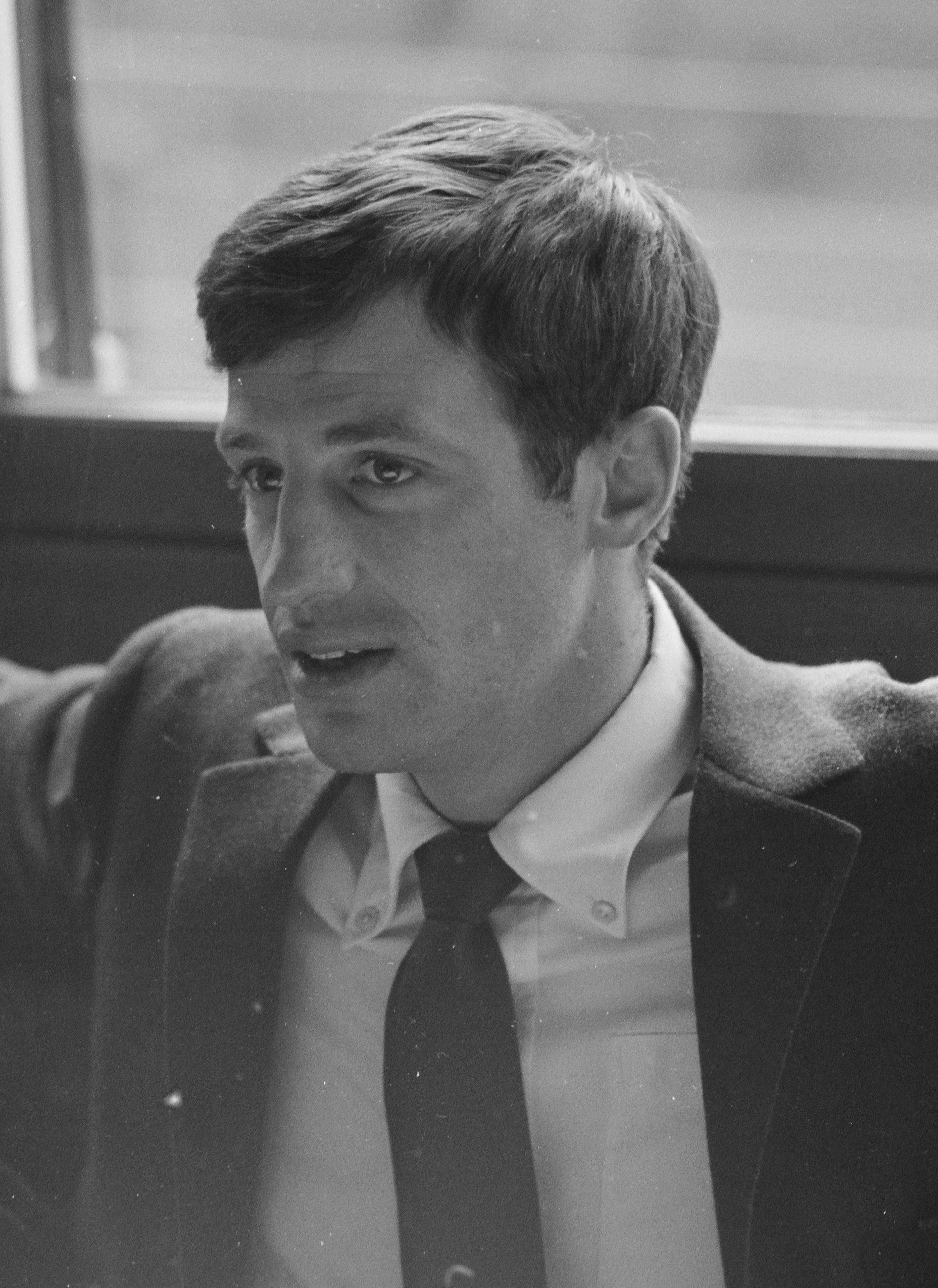
Pattinson mô tả Jean-Paul Belmondo là diễn viên yêu thích của mình.

Daniel Riley của GQ mô tả sự nghiệp của Pattinson được định hình bởi sự kết hợp giữa "tài năng, khát vọng, may mắn, danh tiếng đi kèm và những lựa chọn táo bạo". Pattinson cho biết anh chỉ có thể nảy ra ý tưởng khi trong người có "một lượng adrenaline khổng lồ". Anh còn là một người đam mê thưởng thức các tác phẩm của người khác, tin rằng việc liên tục đọc và xem sẽ giúp bản thân nâng cao gu thẩm mỹ và cảm quan nghệ thuật, từ đó có thể hợp tác hiệu quả hơn với các đạo diễn trong việc xây dựng những nhân vật lập dị. Nhằm tạo nên bối cảnh chân thực hơn, anh thường cố gắng "làm bất cứ điều gì có thể để bản thân không biết chuyện gì đang xảy ra [...] để hoàn toàn bị choáng ngợp và mất phương hướng [...] và cảm giác như mọi thứ đang thật sự diễn ra". Lựa chọn theo đuổi những vai diễn "thú vị nhưng không mang tính thương mại" đã giúp anh góp mặt "trong một số bộ phim xuất sắc nhất của thập niên 2010", theo đánh giá của Steve Rose từ The Guardian. Alex Welch từ TheWrap kết luận rằng Pattinson đã khẳng định mình là “một trong những ngôi sao điện ảnh lớn nhất hành tinh [...] nhờ sự sẵn lòng mạo hiểm và dám vượt qua giới hạn bản thân”, trở thành một kiểu diễn viên mà các bộ phim của người đó "không chỉ đáng được xem một cách nghiêm túc mà còn thực sự rất nên được tìm đến".
Pattinson từng mô tả Jean-Paul Belmondo là “diễn viên ngầu nhất từng tồn tại” và cho biết Pierrot le Fou (1972) của Belmondo là một trong những tác phẩm điện ảnh yêu thích nhất của anh. Phong cách diễn xuất của Pattinson chịu ảnh hưởng từ nhiều cá nhân và bộ phim khác nhau. Chẳng hạn, màn hóa thân của Al Pacino trong phim tội phạm sử thi The Godfather (1972) và ca sĩ Kurt Cobain là hai trong số những nguồn cảm hứng cho cách anh thể hiện nhân vật trong Batman: Vạch trần sự thật. Trong khi đấy, anh trích dẫn Steve-O và Johnny Knoxville từ phim hài Jackass: The Movie (2002) như là nguồn cảm hứng cho nhân vật của mình trong Mickey 17 (2025). Một số đạo diễn tác giả mà anh từng cộng tác—bao gồm David Cronenberg, Claire Denis, Robert Eggers và anh em nhà Safdie—cũng đóng vai trò quan trọng trong việc định hình phong cách diễn xuất của nam diễn viên.

## Đời tư
Pattinson rất kín tiếng về đời tư và nhiều lần bày tỏ sự khó chịu đối với thợ săn ảnh cũng như báo lá cải. Năm 2017, anh cho biết mình từng mắc chứng lo âu, bắt nguồn từ những năm tháng đầu tiên khi trở thành người nổi tiếng. Giữa năm 2009, Pattinson có mối quan hệ tình cảm với bạn diễn trong Chạng vạng Kristen Stewart. Tháng 7 năm 2012, Stewart thừa nhận mối quan hệ với Pattinson sau khi cô bị bắt gặp vụng trộm cùng Rupert Sanders, đạo diễn Bạch Tuyết và gã thợ săn. Sanders, khi ấy đã có gia đình, công khai xin lỗi và Stewart sau đó cũng lên tiếng nhận lỗi. Pattinson và Stewart chia tay một thời gian ngắn nhưng rồi tái hợp vào cuối năm đó. Cặp đôi chính thức đường ai nấy đi vào tháng 5 năm 2013.
Pattinson bắt đầu hẹn hò với nữ ca sĩ kiêm nhạc sĩ sáng tác bài hát FKA Twigs vào tháng 9 năm 2014. Cặp đôi đính hôn song cuối cùng lại chia tay vào tháng 10 năm 2017. Mối tình tan vỡ này là nguồn cảm hứng cho Twigs sáng tác nên album phòng thu thứ hai Magdalene (2019). Từ năm 2018, Pattinson bắt đầu mối quan hệ với nữ ca sĩ kiêm nhạc sĩ sáng tác bài hát và diễn viên người Anh Suki Waterhouse. Tháng 3 năm 2024, họ chào đón cô con gái đầu lòng. Tháng 1 năm 2023, Pattinson tiết lộ rằng anh từng phải vật lộn với các chế độ ăn kiêng theo mốt và từng có lần thực hiện một chế độ detox kéo dài hai tuần mà chủ yếu chỉ ăn khoai tây và muối hồng Himalaya.

## Giải thưởng

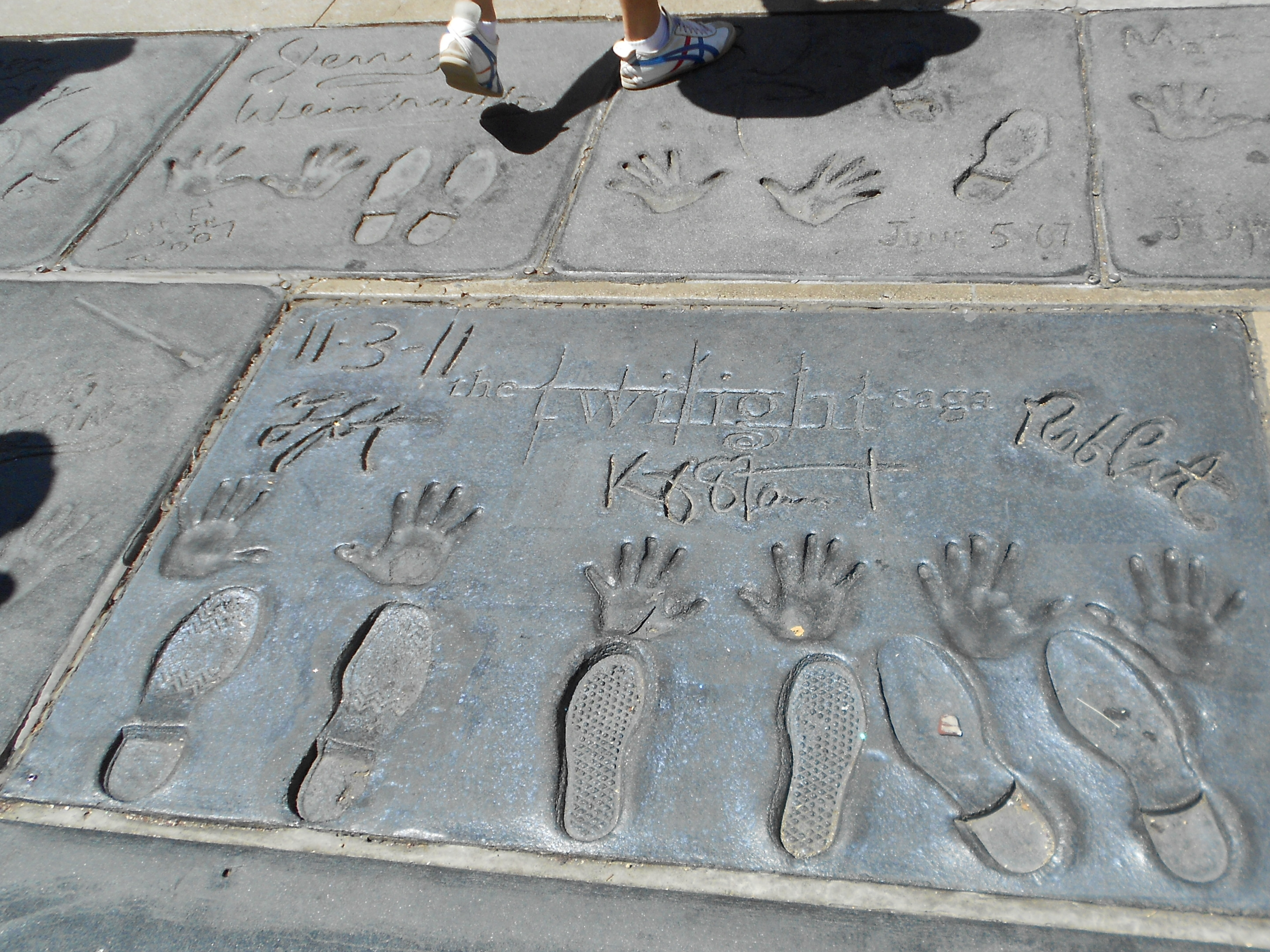
Dấu tay, dấu chân và chữ ký của (từ trái sang phải) Lautner, Stewart và Pattinson

Theo trang tổng hợp đánh giá Rotten Tomatoes, những bộ phim được đánh giá cao nhất của Pattinson bao gồm Harry Potter và Chiếc cốc lửa (2005), The Childhood of a Leader (2015), Thành phố vàng đã mất (2016), Good Time (2017), High Life (2018), The Lighthouse (2019), Batman: Vạch trần sự thật (2022), Thiếu niên và chim diệc (2023) và Mickey 17 (2025). Các giải thưởng mà anh từng được đề cử bao gồm một đề cử giải AACTA, một đề cử giải Màn ảnh Canada, một đề cử giải Gotham và hai đề cử giải Tinh thần độc lập.
Tượng sáp của Pattinson được trưng bày tại các bảo tàng Madame Tussauds ở Luân Đôn và Thành phố New York vào năm 2010. Pattinson cùng với các bạn diễn trong Chạng vạng là Kristen Stewart và Taylor Lautner đã để lại chữ ký, dấu tay và dấu chân của mình trên bê tông ướt tại Nhà hát Grauman's Chinese vào ngày 3 tháng 11 năm 2011. Năm 2014, nhà thiên văn học người Nga Timur Kryachko đặt tên một tiểu hành tinh mà ông phát hiện là 246789 Pattinson nhằm vinh danh nam diễn viên.

## Danh sách phim

### Điện ảnh
| Năm  | Tựa đề                                | Vai diễn                               | Ghi chú                             |
| ---- | ------------------------------------- | -------------------------------------- | ----------------------------------- |
| 2004 | Vanity Fair                           | Rawdy Crawley trưởng thành             | Cảnh bị cắt                         |
| 2005 | Harry Potter và Chiếc cốc lửa         | Cedric Diggory                         |                                     |
| 2008 | How to Be                             | Art                                    |                                     |
| 2008 | Chạng vạng                            | Edward Cullen                          |                                     |
| 2009 | Little Ashes                          | Salvador Dalí                          |                                     |
| 2009 | The Twilight Saga: Trăng non          | Edward Cullen                          |                                     |
| 2010 | Nhớ đến anh                           | Tyler Hawkins                          | Đồng thời là nhà sản xuất điều hành |
| 2010 | The Twilight Saga: Nhật thực          | Edward Cullen                          |                                     |
| 2010 | Love & Distrust                       | Richard                                | Phân đoạn: The Summer House         |
| 2011 | Water for Elephants                   | Jacob Jankowski                        |                                     |
| 2011 | The Twilight Saga: Hừng đông – Phần 1 | Edward Cullen                          |                                     |
| 2012 | Bel Ami                               | Georges Duroy                          |                                     |
| 2012 | Cosmopolis                            | Eric Packer                            |                                     |
| 2012 | The Twilight Saga: Hừng đông – Phần 2 | Edward Cullen                          |                                     |
| 2014 | The Rover                             | Reynolds                               |                                     |
| 2014 | Maps to the Stars                     | Jerome Fontana                         |                                     |
| 2015 | Queen of the Desert                   | T. E. Lawrence                         |                                     |
| 2015 | Life                                  | Dennis Stock                           |                                     |
| 2016 | The Childhood of a Leader             | Charles Marker / Prescott trưởng thành |                                     |
| 2016 | Thành phố vàng đã mất                 | Henry Costin                           |                                     |
| 2017 | Good Time                             | Constantine "Connie" Nikas             |                                     |
| 2018 | Damsel                                | Samuel Alabaster                       |                                     |
| 2018 | High Life                             | Monte                                  |                                     |
| 2019 | The Lighthouse                        | Ephraim Winslow / Thomas Howard        |                                     |
| 2019 | Quốc vương                            | The Dauphin                            |                                     |
| 2019 | Waiting for the Barbarians            | Sĩ quan Mandel                         |                                     |
| 2020 | Tenet                                 | Neil                                   |                                     |
| 2020 | Vùng đất bị ruồng bỏ                  | Preston Teagardin                      |                                     |
| 2022 | Batman: Vạch trần sự thật             | Bruce Wayne / Batman                   |                                     |
| 2023 | Thiếu niên và chim diệc               | Con diệc xám                           | Lồng tiếng; bản tiếng Anh           |
| 2025 | Mickey 17                             | Mickey Barnes                          |                                     |

### Truyền hình
| Năm  | Tựa đề                    | Vai diễn    | Ghi chú                   |
| ---- | ------------------------- | ----------- | ------------------------- |
| 2004 | Ring of the Nibelungs     | Giselher    | Phim điện ảnh truyền hình |
| 2006 | The Haunted Airman        | Toby Jugg   | Phim điện ảnh truyền hình |
| 2007 | The Bad Mother's Handbook | Daniel Gale | Phim điện ảnh truyền hình |

## Danh sách đĩa nhạc
| Năm  | Tựa đề  | Album             | Nghệ sĩ     | Ghi chú     |
| ---- | ------- | ----------------- | ----------- | ----------- |
| 2013 | "Birds" | Government Plates | Death Grips | Chơi guitar |

### Nhạc phim
| Năm  | Tựa đề                         | Nhạc phim |
| ---- | ------------------------------ | --------- |
| 2008 | "Never Think"                  | Twilight  |
| 2008 | "Let Me Sign"                  | Twilight  |
| 2009 | "Chokin' on the Dust" (Part 1) | How to Be |
| 2009 | "Chokin' on the Dust" (Part 2) | How to Be |
| 2009 | "Doin' Fine"                   | How to Be |
| 2018 | "Honeybun"                     | Damsel    |
| 2019 | "Willow" (với tindersticks)    | High Life |